# Cleopatra prigioniera
Cleopatra prigioniera (in francese Cléopâtre captive) è una tragedia di Étienne Jodelle in cinque atti, rappresentata per la prima volta nel 1553.

## Storia
La Cleopatra prigioniera fu per la prima volta messa in scena all'inizio del 1553 all'Hôtel de Reims davanti a Enrico II di Francia e alla sua corte; la tragedia è finalmente pubblicata nel 1574.

## Opera
Quest'opera teatrale rappresenta la prima tragedia francese all'antica, cioè una tragedia in cui il ritorno all'arte antica, centrale nel Rinascimento, venne applicato al teatro: furono presi a modello Orazio, Virgilio, Ovidio e Seneca. Jodelle si rifece infatti alla regola delle tre unità classiche e utilizzò anche il verso alessandrino per il coro.

## Trama
Cleopatra riceve una visita dallo spettro di Antonio, che vuole spingerla al suicidio per evitare che sia portata a Roma da Ottaviano e cosicché i due amanti possano riunirsi. Ottaviano teme il suicidio che non gli permetterebbe di portare la regina vinta come simbolo di trionfo, ma Cleopatra tenta di convincerlo di essere pronta a seguirlo e di non pensare al suicidio; la regina riesce così a ottenere da lui la promessa di proteggere i suoi figli, anche offrendo parte delle sue ricchezze, nonostante il servitore Seleuco riveli che lei ne nasconde una parte. Cleopatra si reca quindi alla tomba di Antonio per un ultimo saluto, ma, volendo evitare l'umiliazione del trionfo, si suicida. Proculeio racconta quindi a Ottaviano che la regina si è data la morte.